# 중앙동 (성산구)
중앙동(中央洞)은 경상남도 창원시 성산구의 행정동 및 법정동이다. 중앙동은 시의 중심부로 상업·업무·유통·위락 교육시설 밀집 지역이다. 컨벤션센터, 특1급 호텔이 연계된 복합쇼핑몰 더 시티 7가 위치해 있는 상업 지역으로, 많은 유동 인구로 다양한 행정수요가 발생하며, 은행, 증권, 보험등 금융의 중심지역 및 교육단지가 소재해 있다.

## 연혁
- 1973년 7월 1일 : 마산시 남부출장소 용지동(외동),마산시 웅남1동(내동)
- 1976년 9월 1일 : 경상남도 창원지구출장소 용지지소(외동), 경상남도 창원지구출장소 용지지소(내 동)
- 1980년 4월 1일 : 창원시 외동, 내동
- 1982년 8월 7일 - 중앙동 설치 (법정동)
- 1985년 8월 1일 : 창원시 외동 ⇒ 중앙동으로 명칭변경
- 1997년 7월 14일 : 창원시 중앙동, 내동을 통합 ⇒ 중앙동
- 2010년 7월 1일 : 인근의 마산시, 진해시와 통합하여 새로운 창원시가 출범하면서 성산구에 속하게 됨
- 2021년 7월 1일 : 「창원시 구 및 읍·면·동 명칭과 구역획정에 관한 조례」 일부개정에 따라, 의창구 팔룡동에서 대원동 일대(법정동: 대원동, 두대동, 삼동동, 덕정동)를 편입[2]

## 법정동
- 내동(內洞)
- 상남동(上南洞)
- 외동(外洞)
- 중앙동(中央洞)
- 대원동(大元洞)
- 삼동동(三東洞)
- 두대동(斗大洞)
- 덕정동(德亭洞)

## 교육
- 초등학교
  - 용지초등학교
  - 외동초등학교
  - 내동초등학교
- 중학교
  - 창원남중학교
  - 경원중학교
- 고등학교
  - 창원경일고등학교
  - 창원기계고등학교
  - 창원남고등학교
- 대학교
  - 한국폴리텍7대학

## 문화재
- 외동 성산패총 (사적 240호)
- 용화전 석조여래좌상 (지방유형문화재 43호)
- 외동 지석묘 (지방기념물 5호)
- 내동 패총 (지방기념물 44호)

## 언론
- 경남교통방송
- 창원극동방송

## 주거
| 단지명                    | 건설사              | 시행사                           | 주소                        | 입주        | 비고 |
| ------------------------- | ------------------- | -------------------------------- | --------------------------- | ----------- | ---- |
| 힐스테이트 마크로엔       | 현대건설 남명건설㈜ | 대원1구역 주택재건축정비사업조합 |                             |             |      |
| 힐스테이트 창원 더퍼스트  | 현대건설            | 하나자산신탁㈜                   |                             |             |      |
| 포레나 대원               | 한화㈜ 건설부문     | 대원2구역 주택재건축정비사업조합 | 성산구 창원천로 34 (대원동) | 2018년 12월 |      |
| 대원대동 1단지            | 대동건설㈜          | 대동건설㈜                       |                             |             |      |
| 대원대동 2단지            | 대동주택㈜          | 대동주택㈜                       |                             |             |      |
| 월드메르디앙 이스턴에비뉴 | ㈜월드건설          | 내동주공2단지 재건축조합         |                             |             |      |
| 월드메르디앙 웨스턴에비뉴 | ㈜월드건설          | 외동주공아파트정비사업조합       |                             |             |      |